# 13787 Nagaishi
13787 Nagaishi eller 1998 UN23 är en asteroid i huvudbältet som upptäcktes den 26 oktober 1998 av den japanske amatörastronomen Tomimaru Okuni vid Nanyō-observatoriet. Den är uppkallad efter det japanska staden Nagaishi.
Den tillhör asteroidgruppen Themis.